# Marpissinae
Marpissinae è una sottofamiglia di ragni appartenente alla Famiglia Salticidae dell'Ordine Araneae della Classe Arachnida.

## Distribuzione
Le cinque tribù oggi note di questa sottofamiglia sono diffuse in America, Asia sudorientale, Africa, Australia e parte dell'Oceania; solo i generi Marpissa e Mendoza hanno alcune specie diffuse anche in Europa.

## Tassonomia
A maggio 2010, gli aracnologi sono concordi nel suddividerla in cinque tribù:
- Holoplatysini (3 generi)
- Itatini (3 generi)
- Maeviini (4 generi)
- Marpissini (11 generi)
- Simaethini (13 generi)